# 北極研究所岩
北極研究所岩（英語：Arkticheskiy Institut Rocks）是南極洲的岩層，位於毛德皇后地的阿斯特里德公主海岸，處於西北島山脈以北15公里，屬於沃爾塔特山脈的一部分，現時由南極條約體系管理。

## 外部連結
- . . United States Geological Survey.   [2011-05-12].
- 本条目引用的公有领域材料来自美国地质调查局的文档《北極研究所岩》 （資料來自地名信息系统）。

71°18′S 11°27′E / 71.300°S 11.450°E